# بحر الأمواج

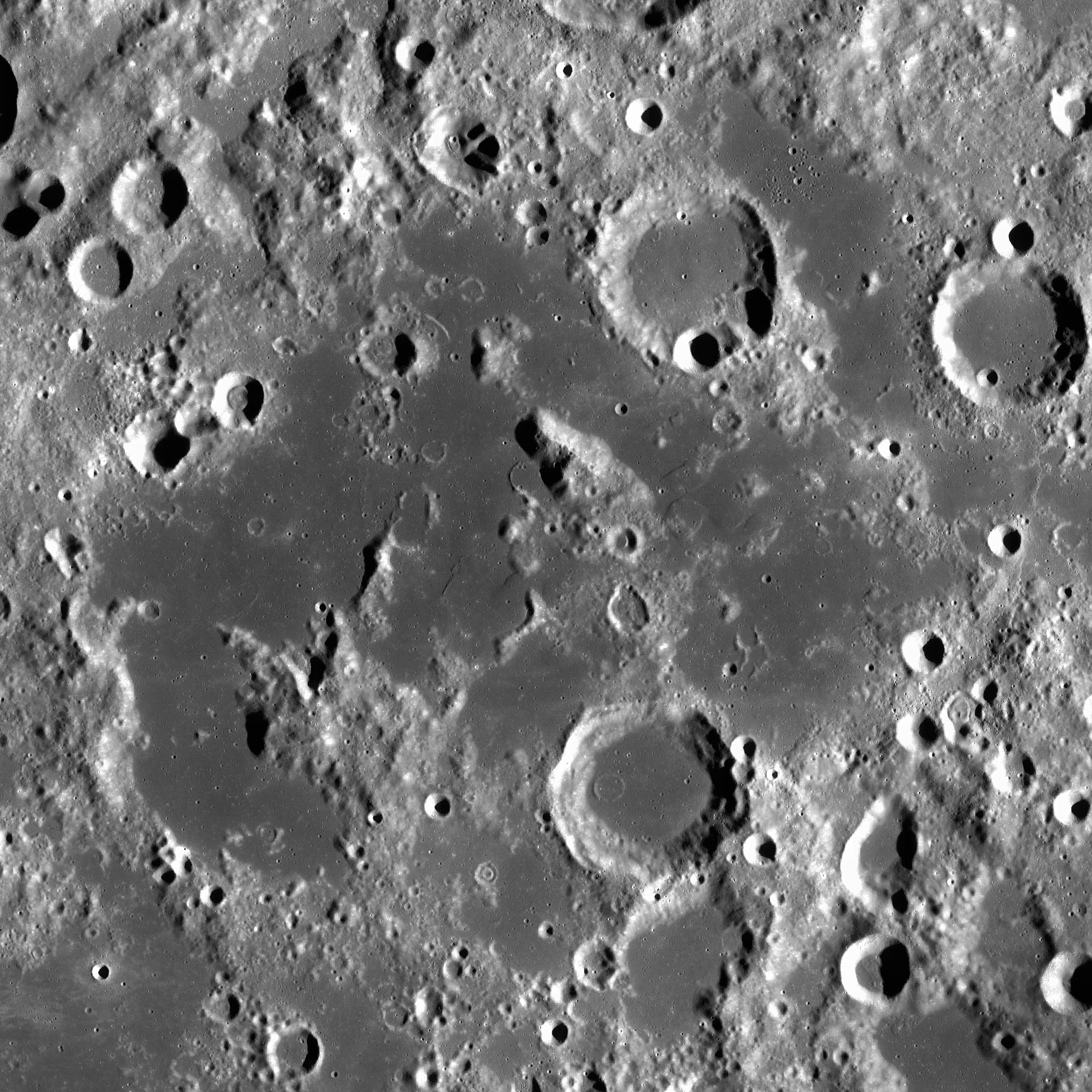
بحر الأمواج

بحر الأمواج (باللاتينية: Mare Undarum) هو بحر قمري يقع شمالي بحر الزبد على الجانب القريب من القمر؛ ويقدر قطر فوهة هذا البحر بحوالي 245 كم.
يحوي هذا البحر على عدد من القبب القمرية، خمسة منها معروفة.